# Myosotidium hortensia
Myosotidium hortensia (Engels: Chatham Islands forget-me-not of giant forget-me-not) is een plantensoort uit de ruwbladigenfamilie (Boraginaceae). Het is een stevige overblijvende plant die bosjes vormt tot 1 meter hoog en tussen de 1 en 1,5 meter diameter. De plant heeft een stevige cilindervormige wortelstok, waaruit bladstelen groeien van 0,1 tot 0,5 meter lang. De bladeren zijn vlezig en donkergroen tot geelgroen van kleur, breed eivormig-hartvormig tot niervormig. De bovenzijde van de bladeren is glanzend en kaal. De bloemen zijn donkerblauw tot lichtblauw, en kleuren vaak roodpurper naarmate de plant ouder wordt. 
De soort is endemisch op de Chathameilanden, gelegen in de Stille Oceaan ten oosten van Nieuw-Zeeland. De soort wordt aangetroffen op Chatham Island, Pitt Island, South East Island, Mangere Island en de meeste kleinere eilanden, eilandjes en enkele uit zee stekende rotsen. Hij groeit op kustkliffen, rotspartijen, zand- en rotsstranden net voorbij de strandzone en langs bosranden aan de kust.